# Almenara de Tormes
Almenara de Tormes é um município da Espanha na província de Salamanca, comunidade autónoma de Castela e Leão, de área 19,29 km² com população de 255 habitantes (2003) e densidade populacional de 13,22 hab./km².

## Demografia
| Variação demográfica do município entre 1991 e 2004 | Variação demográfica do município entre 1991 e 2004 | Variação demográfica do município entre 1991 e 2004 | Variação demográfica do município entre 1991 e 2004 |
| --------------------------------------------------- | --------------------------------------------------- | --------------------------------------------------- | --------------------------------------------------- |
| 1991                                                | 1996                                                | 2001                                                | 2004                                                |
| 251                                                 | 253                                                 | 238                                                 | 257                                                 |